# Товтра «Першак» з печерою
То́втра «Перша́к» з пече́рою — геологічна пам'ятка природи місцевого значення в Україні. Розташована в межах Кам'янець-Подільського району Хмельницької області, неподалік від села Біла. 
Площа 5 га. Статус надано 04.09.1982 року. Перебуває у віданні Чемеровецької селищної громади. 
Статус надано з метою збереження відокремленої товтри (частина Товтрової гряди) зі скелями і невеликими гротами. Місце зростання рідкісних видів рослин. 
Входить до складу національного природного парку «Подільські Товтри».

## Світлини

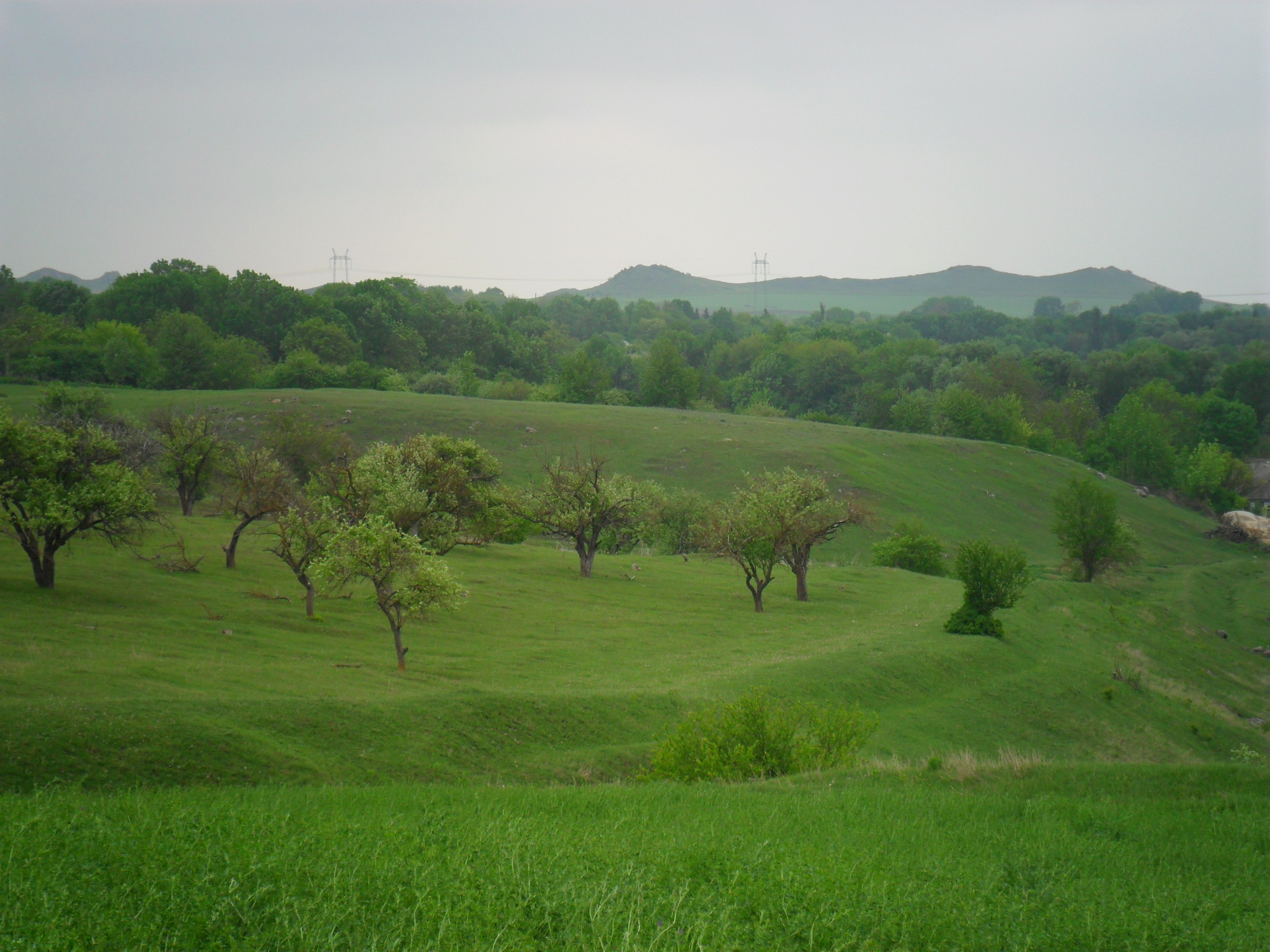
Вид з гори Першак

## Дивись також
- Товтри
- Сорочинські Товтри